# Tambourissa tetragona
Tambourissa tetragona är en tvåhjärtbladig växtart som först beskrevs av Boiv. och Louis René Tulasne, och fick sitt nu gällande namn av A. Dc.. Tambourissa tetragona ingår i släktet Tambourissa och familjen Monimiaceae. Inga underarter finns listade i Catalogue of Life.